# Rivière Muskrat
Rivière Muskrat är ett vattendrag i Kanada.   Det ligger i provinsen Québec, i den sydöstra delen av landet, 400 km öster om huvudstaden Ottawa. Rivière Muskrat ligger vid sjön Lac Saint-François.
I omgivningarna runt Rivière Muskrat växer i huvudsak blandskog. Runt Rivière Muskrat är det glesbefolkat, med 10 invånare per kvadratkilometer.